# George Sarton
George Alfred Leon Sarton (Gante, 31 de agosto de 1884 — Cambridge, Massachusetts, 22 de marzo de  1956), químico y matemático belga, emigrado a los Estados Unidos, es considerado el fundador de la historia de la ciencia como disciplina académica.

## Trayectoria
Sarton se licenció en 1906, y ya en 1908 fue premiado por una de sus indagaciones en química. A continuación, se doctoró en matemáticas en la Universidad de Gante en 1911. Enseñó historia de la ciencia en varias universidades, disciplina de la que se le considera fundador y con la que buscaba un nuevo humanismo integrador de ciencias y letras. En 1913 fundó Isis, la primera revista sobre historia de la ciencia, que editó durante cuarenta años y que sigue siendo la referencia primera en la comunidad investigadora mundial. 
Se casó con Mabel Eleanor Elwes, una artista inglesa, en 1911. A causa de la ocupación alemana de su país en la Primera Guerra Mundial, emigró a Inglaterra y a continuación a los Estados Unidos, donde viviría el resto de su vida y relanzaría la revista que había fundado. 
Trabajó en la "Carnegie Foundation for International Peace" y sobre todo dio clases en la Universidad de Harvard, 1916-1918. De hecho, fue nombrado profesor de la Universidad de Harvard en 1920 y profesor de historia de la ciencia entre 1940 y 1951. Fue investigador además en Washington, 1919-1948.
Su ambiciosa e imprescindible Introduction to the History of Science consta de más de cuatro mil páginas. Entre sus aportaciones destacan, primero, el vínculo que estableció entre la ciencia y la magia antes de constituirse el racionalismo moderno; segundo, la atención prestada a biografías de pensadores árabes y persas y, en tercer lugar, el establecimiento de una enciclopedia de conceptos usados hasta el siglo XIV.

## Obras
- Introduction to the History of Science (I. From Homer to Omar Khayyam; II. From Rabbi Ben Ezra to Roger Bacon; III. Science and learning in the fourteenth-century), Baltimore, Williams & Wilkins, 1927-1948.[3][4]
- A History of Science. Ancient science through the Golden Age of Greece, Cambrige, Mass., Harvard University Press, 1952.[5]
- A History of Science. Hellenistic science and culture in the last three centuries B.C., Cambridge, Mass., Harvard University Press, 1959.[6][7]
- The Study of the History of Science. Tr.: Ensayos de historia de la ciencia, México, UTEHA, 1968.

## Eponimia
- En su honor se otorga anualmente la Medalla George Sarton, que premia a los investigadores sobre ciencia del pasado.
- El cráter lunar Sarton lleva este nombre en su memoria.[8]
- El asteroide (8335) Sarton también conmemora su nombre.[9]